# FIFA Football 2005
FIFA Football 2005 – komputerowa gra sportowa o tematyce piłki nożnej, wyprodukowana przez EA Sports i wydana w 2004 roku przez Electronic Arts. Należy ona do serii gier komputerowych FIFA. Gracz kieruje w niej wybranym klubem piłkarskim, zarządzając jego składem i taktyką oraz przejmując kontrolę nad poszczególnymi zawodnikami w czasie meczów piłkarskich. W stosunku do poprzedniej części serii poprawiono między innymi system przyjmowania piłki przez piłkarzy, a także rozbudowano tryb kariery pozwalający na zarządzaniu wybranym klubem i prowadzeniu go w rozgrywkach ligowych przez 15 lat. Wprowadzono również system Off The Ball umożliwiający wydawanie poleceń zawodnikom bez piłki.
Akcentem polskim jest obecność w grze trzech klubów: Wisły Kraków, Legii Warszawa oraz Polonii Warszawa, a także reprezentacji Polski.